# Chemini
Chemini – miasto w północnej Algierii, w prowincji Bidżaja.